# Grande Prêmio da Argentina de 1981
Resultados do Grande Prêmio da Argentina de Fórmula 1 realizado em Buenos Aires à 12 de abril de 1981. Foi a terceira etapa da temporada e teve como vencedor o brasileiro Nelson Piquet.

## Resumo
Foi o derradeiro grande prêmio realizado na Argentina até 1995. Graças ao artifício das "saias laterais flexíveis" concebido por Gordon Murray os carros Brabham de Nelson Piquet e Hector Rebaque dominaram a prova com o brasileiro suplantando o líder do campeonato, Alan Jones, e fazendo uma corrida tranquila enquanto seu companheiro de equipe chegou a andar em terceiro, embora tenha abandonado a disputa por causa de um problema elétrico.
Foi a 250ª corrida da Michelin e a primeira corrida de Fórmula 1 onde um carro possuía um chassis feito de fibra de carbono, a McLaren MP4 de John Watson. Nela Alain Prost conquistou seu primeiro pódio.
Durante a cerimônia de premiação foi executada a música "Feliz Aniversário" pelo aniversário de 39 anos de Carlos Reutemann.

## Classificação da prova
| Pos. | Nº | Piloto                | Construtor      | Voltas | Tempo/Dif.             | Grid | Pontos |
| ---- | -- | --------------------- | --------------- | ------ | ---------------------- | ---- | ------ |
| 1    | 5  | Nelson Piquet         | Brabham-Ford    | 53     | 1:34:32.74             | 1    | 9      |
| 2    | 2  | Carlos Reutemann      | Williams-Ford   | 53     | + 26.61                | 4    | 6      |
| 3    | 15 | Alain Prost           | Renault         | 53     | + 49.98                | 2    | 4      |
| 4    | 1  | Alan Jones            | Williams-Ford   | 53     | + 1:07.88              | 3    | 3      |
| 5    | 16 | René Arnoux           | Renault         | 53     | + 1:31.85              | 5    | 2      |
| 6    | 11 | Elio de Angelis       | Lotus-Ford      | 52     | + 1 volta              | 10   | 1      |
| 7    | 29 | Riccardo Patrese      | Arrows-Ford     | 52     | + 1 volta              | 9    |        |
| 8    | 22 | Mario Andretti        | Alfa Romeo      | 52     | + 1 volta              | 17   |        |
| 9    | 30 | Siegfried Stohr       | Arrows-Ford     | 52     | + 1 volta              | 19   |        |
| 10   | 23 | Bruno Giacomelli      | Alfa Romeo      | 51     | Pane seca              | 22   |        |
| 11   | 8  | Andrea de Cesaris     | McLaren-Ford    | 51     | + 2 voltas             | 18   |        |
| 12   | 9  | Jan Lammers           | ATS-Ford        | 51     | + 2 voltas             | 23   |        |
| 13   | 4  | Ricardo Zunino        | Tyrrell-Ford    | 51     | + 2 voltas             | 24   |        |
| Ret  | 27 | Gilles Villeneuve     | Ferrari         | 40     | Transmissão            | 7    |        |
| Ret  | 33 | Patrick Tambay        | Theodore-Ford   | 36     | Vazamento de óleo      | 14   |        |
| Ret  | 7  | John Watson           | McLaren-Ford    | 36     | Transmissão            | 11   |        |
| Ret  | 6  | Hector Rebaque        | Brabham-Ford    | 32     | Pane elétrica          | 6    |        |
| Ret  | 21 | Chico Serra           | Fittipaldi-Ford | 28     | Câmbio                 | 20   |        |
| Ret  | 26 | Jacques Laffite       | Ligier-Matra    | 19     | Handling               | 21   |        |
| Ret  | 14 | Marc Surer            | Ensign-Ford     | 14     | Motor                  | 16   |        |
| Ret  | 20 | Keke Rosberg          | Fittipaldi-Ford | 4      | Sistema de combustível | 8    |        |
| Ret  | 12 | Nigel Mansell         | Lotus-Ford      | 3      | Motor                  | 15   |        |
| Ret  | 28 | Didier Pironi         | Ferrari         | 3      | Motor                  | 12   |        |
| Ret  | 3  | Eddie Cheever         | Tyrrell-Ford    | 1      | Embreagem              | 13   |        |
| DNQ  | 31 | Miguel Angel Guerra   | Osella-Ford     |        |                        |      |        |
| DNQ  | 32 | Beppe Gabbiani        | Osella-Ford     |        |                        |      |        |
| DNQ  | 17 | Derek Daly            | March-Ford      |        |                        |      |        |
| DNQ  | 25 | Jean-Pierre Jabouille | Ligier-Matra    |        |                        |      |        |
| DNQ  | 18 | Eliseo Salazar        | March-Ford      |        |                        |      |        |

## Tabela do campeonato após a corrida
| Pos. | Piloto           | Pontos |
| ---- | ---------------- | ------ |
| 1    | Carlos Reutemann | 21     |
| 2    | Alan Jones       | 18     |
| 3    | Nelson Piquet    | 13     |
| 4    | Riccardo Patrese | 4      |
| 5    | Alain Prost      | 4      |

| Pos. | Equipe        | Pontos |
| ---- | ------------- | ------ |
| 1    | Williams-Ford | 39     |
| 2    | Brabham-Ford  | 13     |
| 3    | Renault       | 6      |
| 4    | Arrows-Ford   | 4      |
| 5    | Alfa Romeo    | 3      |

- Nota: Somente as primeiras cinco posições estão listadas. Entre 1981 e 1990 cada piloto podia computar onze resultados válidos por temporada não havendo descartes no mundial de construtores.